# Alt-Kölln

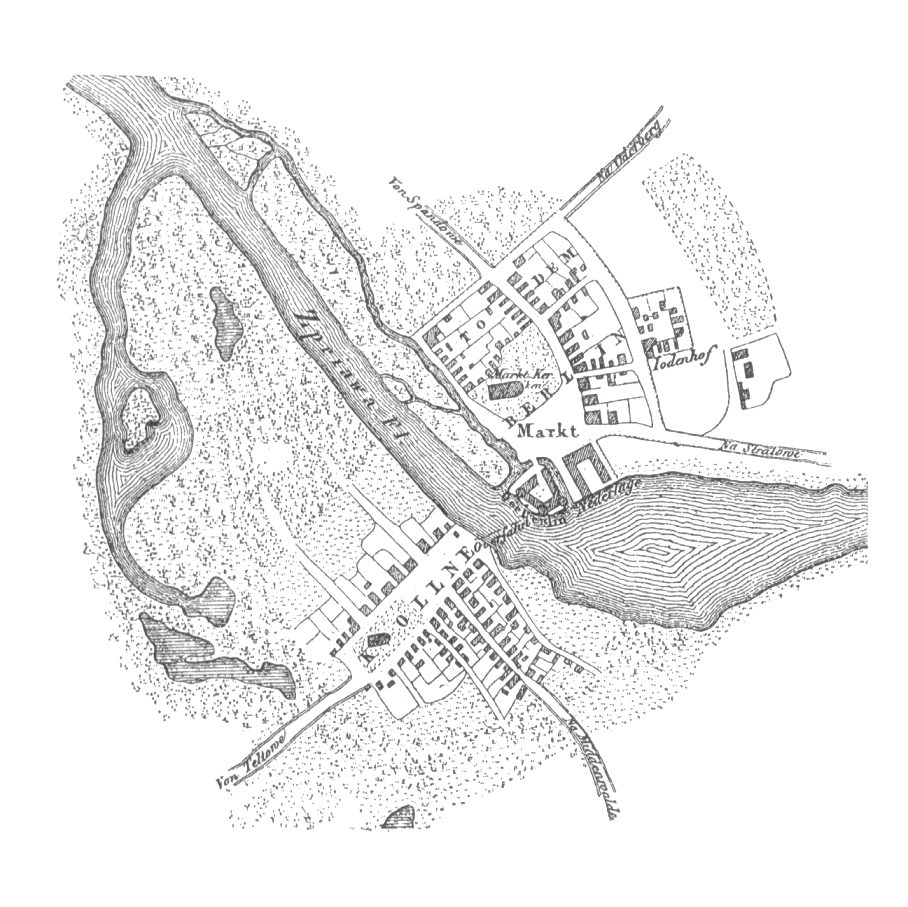
Berlin und Kölln im Anfang des 13. Jahrhunderts. Wiederherstellungsversuch von Karl Friedrich von Klöden. Es fehlen z. B. in Kölln die Breite Straße und die Gegend des späteren Dominikanerklosters, in der die bisher ältesten Dendro-Funde gemacht wurden.

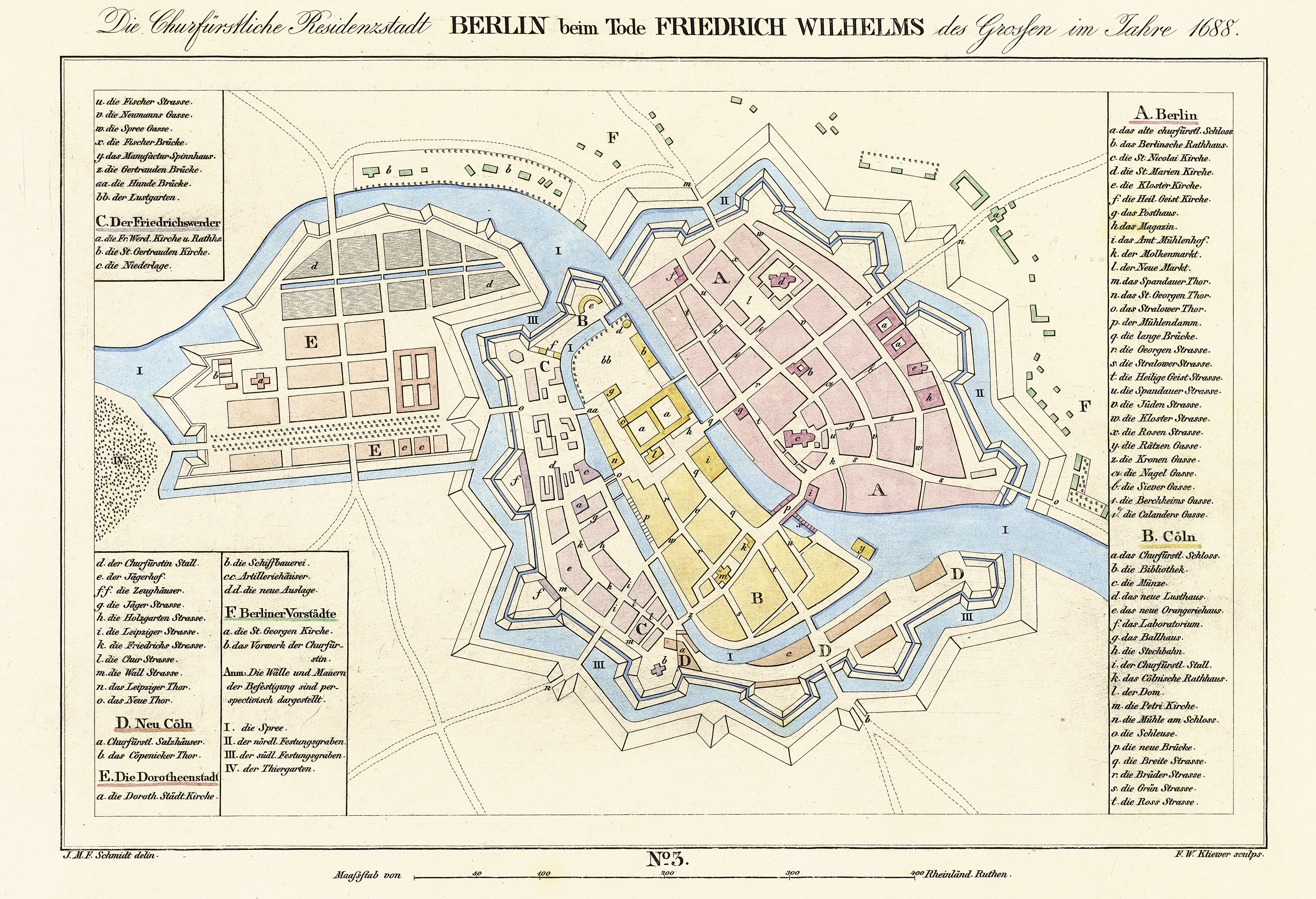
Kölln gelb markiert, 1688

Alt-Kölln ist ein historischer Stadtteil im heutigen Berliner Ortsteil Mitte. Er ist nahezu identisch mit der Stadt Kölln (auch Cölln, Cölln an der Spree oder Kölln an der Spree), die zusammen mit Berlin die Doppelstadt Berlin-Kölln bildete, den Gründungsursprung der heutigen Metropole Berlin. 1237 erstmals urkundlich erwähnt, war Kölln vom 13. Jahrhundert bis 1307 und von 1442 bis 1710 eine eigenständige Stadt mit engen Beziehungen zum benachbarten Berlin. 1710 bildete Kölln zusammen mit vier weiteren Städten die preußische Residenzstadt Berlin. Die Bezeichnung für den Stadtteil war von da an Alt-Kölln.

## Geographie

### Lage
Kölln ist eine Insel, die von zwei Armen der Spree umflossen wird. Geologisch gibt es im südlichen Inselteil langgestreckte Talsandplateaus eiszeitlichen Ursprungs im Warschau-Berliner-Urstromtal, während der Norden der Insel durch sumpfigen Untergrund gekennzeichnet ist und erst Jahrhunderte später erschlossen wurde.
Die wichtigsten Straßen sind die im Verlauf alter Fernhandelsstraße: von Südwesten nach Nordosten die Gertraudenstraße sowie die Breite Straße / Roßstraße innerhalb der Insel von Südosten nach Nordwesten jeweils über den Mühlendamm führend.
Alt-Kölln ist über vier Spreebrücken – den Mühlendamm, die Rathausbrücke, die Liebknechtbrücke und die Friedrichsbrücke – mit Alt-Berlin verbunden. Zum westlich gelegenen Stadtteil Friedrichwerder führen die Eiserne Brücke, die Schloßbrücke, die Schleusenbrücke und die Jungfernbrücke. Zum südlich gelegenen Stadtteil Neu-Kölln gibt es Verbindung über die Alte und Neue Gertraudenbrücke, die Grünstraßen- und Roßstraßenbrücke sowie die Inselbrücke.

### Gliederung

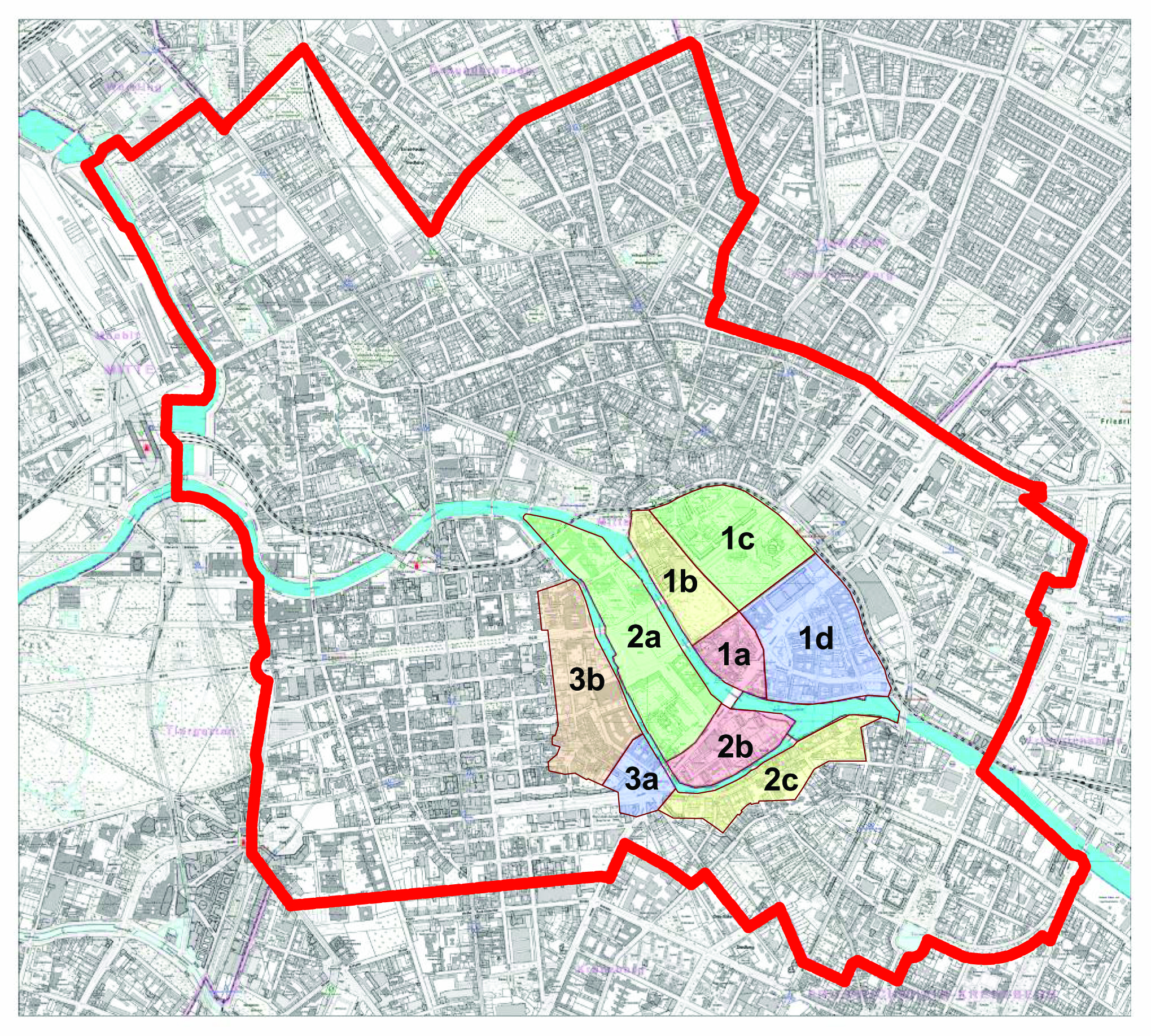
Stadtviertel im Stadtkern Berlins ab 1727

Alt-Kölln war ab ca. 1727 in drei Viertel eingeteilt:

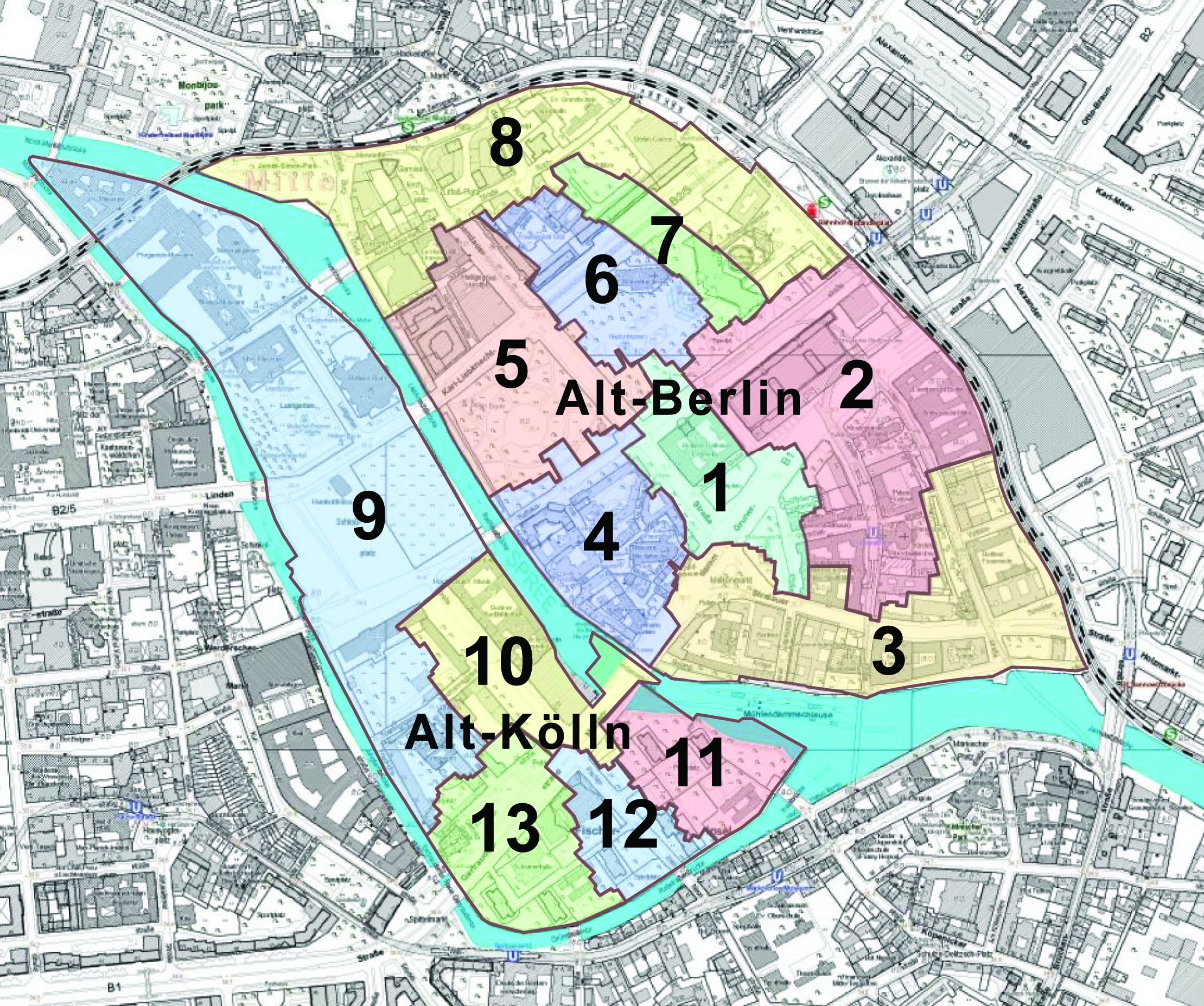
Stadtbezirke in Alt-Berlin und Alt-Kölln 1852–1884

- 2a Schlossviertel
- 2b Marktviertel
- 2c Neu-Kölln

Zu Beginn des 19. Jahrhunderts erfolgte eine Einteilung in sieben Stadtbezirke, Neu-Kölln war von da an ein eigener Stadtteil:
- 18 Schloß-Bezirk
- 19 Brüderstraßen-Bezirk
- 20 Schickler-Bezirk
- 21 Insel-Bezirk
- 22 Köllnischer-Fischmarkt-Bezirk
- 23 Rittergassen-Bezirk
- 24 Breitestraßen-Bezirk

Ab 1852 wurden die Stadtbezirke auf fünf reduziert:
- 09 Schloß-Bezirk
- 10 Breitestraßen-Bezirk
- 11 Insel-Bezirk
- 12 Roßstraßen-Bezirk
- 13 Petri-Kirch-Bezirk

Von 1884 bis 1920 gab es nur noch drei namenlose, durchnummerierte Bezirke. Danach gab es keine administrative Einteilung des Stadtteils Alt-Kölln mehr, dessen Bezeichnung auch selbst nur noch informellen Charakter trug.
Für den nördlichen Teil Alt-Köllns hat sich Ende der 1870er Jahre der Name Museumsinsel eingebürgert. Für den südlichen Teil Alt-Köllns wurde zeitweise (ca. 1930–1960) der Name Fischerkietz verwendet. Das 1973 fertiggestellte Wohngebiet zwischen Gertraudenstraße und Spreekanal bekam den Namen Fischerinsel, der heute oft als topografischer Begriff genutzt wird. Der Name Fischerinsel wurde erstmals 1954 bei den ersten Entwürfen für ein Wohngebiet an dieser Stelle verwendet.

## Geschichte

### Namensherkunft

Kölln, 1893

Der Name Kölln ist vermutlich eine Namensübertragung von Köln am Rhein, der auf lateinisch colonia ‚Pflanzstadt in einem eroberten Land, Kolonie‘ zurückgeht. Nicht ganz auszuschließen ist auch eine Herleitung von einem altpolabischen Namen *kol’no, der zu kol ‚Pfahl‘ gebildet wäre.
In der ersten urkundlichen Erwähnung ist von colonia juxta Berlin ‚Siedlung bei Berlin‘ die Rede. Da in Kölln an der Spree bislang keine slawischen Funde gemacht wurden, handelte es sich wohl von Anfang an um eine rein deutsche Siedlung. Mit der Eingemeindung der Stadt Kölln in die preußische Residenzstadt Berlin wurde sie ein Stadtteil und hieß fortan Alt-Kölln.

### Kurzer Überblick über die Geschichte
Die Petrikirche war der Mittelpunkt der Insel, das Köllnische Rathaus befand sich am Köllnischen Fischmarkt. Seit 1445 befand sich das Schloss der Kurfürsten von Brandenburg im Mittelteil der Spreeinsel. Außerdem gab es ein Dominikanerkloster, ein Gertraudenhospital, die Mühlendammbrücke mit drei Mühlen, Patrizierhäuser und weitere Grundstücke.
Von den mittelalterlichen Bauten existiert heute oberirdisch nichts mehr, einige Renaissancehäuser sind erhalten, das Schloss wurde in der Fassade wieder neu errichtet. Der heutige Ortsteil ist geprägt von Neubauten aus DDR-Zeiten im Südosten, z. B. das Wohngebiet Fischerinsel, und einigen Bauten früherer Jahrzehnte und Brachflächen.

#### Gründung im 12. Jahrhundert
Über die Gründung von Kölln gibt es keine schriftlichen Überlieferungen, doch es wurden archäologische Funde gemacht, die auf etwa 1150 datiert werden. Um die Petrikirche wurden 3102 Gräber mit Überresten von 4105 Personen identifiziert, die in die zweite Hälfte des 12. Jahrhunderts datiert werden können.
Die ältesten dendrochronologischen Befunde lassen sich für um 1170 datieren. Ein Holzbalken im Keller eines Fernhandelskaufmanns in der Breiten Straße hat ein Dendrodatum von „um 1170“. Der älteste Beleg auf dem Gelände des späteren Dominikanerklosters datiert auf „1198 (Waldkante)“, am Petrikirchplatz auf „1212 ± 10“. Die ältesten Häuser in der Breiten Straße gehörten reichen Fernhandelskaufleuten und Patriziern.
Kölln war ein Fernhandelsplatz. Der erste urkundlich bekannte Bürgermeister Marsilius kam aus dem Rheinland. Das Patrozinium der Petrikirche lässt einen geistlichen Gründer möglich erscheinen.

#### Erste urkundliche Erwähnungen im 13.Jahrhundert
Die älteste Erwähnung Köllns ist aus dem Jahr 1237 erhalten. Die Urkunde stammt vom Februar 1238, enthält aber den Text eines Vertrages, der im Oktober 1237 in Brandenburg, in Anwesenheit des Pfarrers Symeon de Colonia, zur Beilegung des Brandenburger Zehntstreits geschlossen wurde. Symeon wurde vier Jahre später bereits als Propst von Berlin und 1247 als Propst von Cölln bezeichnet, was auf eine größere Bedeutung beider Orte und eine Existenz von mindestens einigen Jahrzehnten hinweist.

#### Entwicklung im 13. bis zum 16.Jahrhundert
Die beiden Orte waren durch den Mühlendamm miteinander verbunden.
Der Mühlendamm staute das Wasser, das dann drei Mühlen antrieb. Der Transport von Waren, die von der Elbe und Havel hier ankamen und auf der Verbindung zwischen Frankfurt (Oder) und Magdeburg brachte im Zusammenhang mit dem Niederlagsrecht Handelszölle ein. Vom schnell wachsenden Reichtum der Doppelstadt zeugt auch der Umstand, dass der erste nachweisliche märkische Landtag 1280 in Berlin stattfand; in diesem Jahr wurde auch erstmals eine Münze in Berlin erwähnt.
Im Jahr 1307 schlossen sich beide Orte verwaltungstechnisch in einem Magistrat zusammen, in dem die Berliner allerdings entsprechend ihrem Bevölkerungsanteil durch mehr Stimmen vertreten waren. Der Magistrat baute zusätzlich zum Mühlendamm die Lange Brücke, die heutige Rathausbrücke, auf der 1309 ein gemeinsames Rathaus errichtet wurde. Die gemeinsame Politik der Doppelstadt führte 1308 zu einem ersten Bündnis mit anderen Städten in der Mark Brandenburg, darunter Frankfurt (Oder), Brandenburg an der Havel und Salzwedel, zur Wahrung ihrer Rechte gegenüber dem Landesherrn und zur Abwehr äußerer Gefahren.
Kölln und Berlin schlossen sich 1432 zu einer Stadtgemeinde endgültig zusammen. Die gemeinsame Stadtverwaltung von Berlin und Kölln wurde 1442 durch Kurfürst Friedrich II. zur Durchsetzung eigener Machtansprüche wieder aufgehoben. Darüber hinaus wurde Kölln gezwungen, dem Kurfürsten einen Platz für die Errichtung einer Burg abzutreten. Aus ihr entstand das Berliner Stadtschloss, das etwa ab Ende des 15. Jahrhunderts den Kurfürsten von Brandenburg als Residenz diente.

#### Vom 17. Jahrhundert bis 1945
In der Karwoche 1615 ereignete sich in Kölln der konfessionell begründete Berliner Tumult, eine Aufruhr gegen die calvinistische Kirchenpolitik des Kurfürsten.
Von 1658 bis 1683 ließ der Kurfürst Friedrich Wilhelm von Brandenburg Kölln und Berlin mit Festungswerken nach Plänen von Johann Gregor Memhardt versehen, die weitgehend entlang der alten Stadtmauer von Berlin angelegt wurden. Nur an einigen Stellen wurden die Stadttore nach außen verlegt. Kölln lag nicht länger an der Außengrenze, weil im Rahmen des Festungsbaus innerhalb der neuen Festungsmauer jenseits des Spreekanals die Neustädte Friedrichswerder im Westen und Neu-Kölln im Süden angelegt wurden. Teile des Festungswerkes, insbesondere die Bastionen, sind noch heute im Straßengrundriss der Stadt zu erkennen, beispielsweise am Hausvogteiplatz.
Die Städte Berlin, Kölln, Friedrichswerder, Dorotheenstadt und Friedrichstadt wurden 1710 zur königlichen Haupt- und Residenzstadt Berlin vereinigt. Zunehmend standen nun die Festungsmauern der städtischen Entwicklung im Wege, sodass diese ab 1734 geschleift wurden, damit Berlin mit seinen Vorstädten zusammenwachsen konnte. Die ganze Stadt wurde durch die Akzisemauer umgeben, von deren Verlauf heute noch Bezeichnungen von Straßen und Plätzen, insbesondere nach ehemaligen Stadttoren, zeugen.
Im Jahr 1920 wurde Alt-Kölln in den neu gebildeten Verwaltungsbezirk Berlin-Mitte eingegliedert.
Am Ende des Zweiten Weltkriegs waren über 30 % der Gebäude zerstört, 10 % blieben unbeschädigt, während der Rest als wiederaufbaufähig galt.

#### 1945–1990

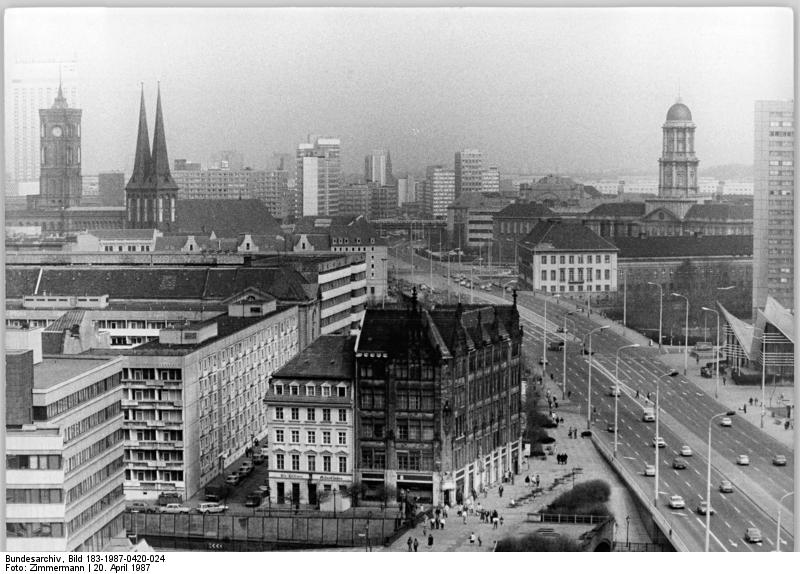
Die Gertraudenstraße 1987, links die Alt-Köllner Traditionsinsel mit dem Juwel-Palais, rechts die Hochhäuser der Fischerinsel mit dem Ahornblatt, im Hintergrund Alt-Berlin mit Nikolaikirche, Altem Stadthaus und Rotem Rathaus

Im Rahmen der Gestaltung der Ost-Berlins als Hauptstadt der DDR wurde 1950 ein Demonstrationsplatz für 400.000 Menschen an der Stelle von Schloss, Lustgarten und Schlossplatz angelegt. In den 1950er Jahren wurden einige Bauten wiederaufgebaut bzw. instand gesetzt, so das Ribbeck-Haus in der Breiten Straße oder die Raabediele in der Sperlingsgasse. Zwischen 1964 und 1967 folgte die Neubebauung von Sperlingsgasse, Scharrenstraße und der Brüderstraße, verbunden mit dem Abriss zahlreicher Baudenkmale, darunter des Ermelerhauses in der um das Doppelte verbreiterten Breiten Straße. An ihre Stelle traten Appartementhäuser in Plattenbauweise, nach Planungen des Büros um Heinz Graffunder, mit wenig Rücksicht auf den historischen Ort. Das Ministerium für Bauwesen an der Breiten Straße Ecke Scharrenstraße folgte 1967–1968.
Das Leitbild der Stadtplaner Berlins aus der Zeit der Weimarer Republik – moderne Stadt mit Hochhäusern und leistungsfähigen Straßenverkehrsachsen – blieb zu DDR-Zeiten über den Systemwechsel hinweg gültig. Die Verlängerung der seit 1885 parallel zur Königstraße angelegten Grunerstraße zur Klosterstraße, der um 1930 mehrere historische Gebäude zum Opfer gefallen waren, fand nun dank der Kriegszerstörungen und des folgenden großzügigen Flächenabrisses Alt-Berlins in den 1960er Jahren ihre Fortsetzung. Beim Ausbau der Grunerstraße über den Mühlendamm und die Gertraudenstraße zu einer leistungsfähigen Verbindung zwischen Alexanderplatz über die Leipziger Straße bis zur Zoo-Gegend entstand eine aus acht Fahrstreifen plus Trennstreifen bestehende Hauptverkehrsstraße, die nur an einer Stelle durch einen Fußgängertunnel zum südlichen Alt-Kölln überquert werden konnte.
Im südlichen Teil Alt-Köllns, zwischen Gertraudenstraße und dem als Friedrichsgracht bezeichneten Teil des Spreekanals, wurde ab den 1950er Jahren ein neues Wohngebiet mit dem Namen Fischerinsel geplant. In Vorbereitung des Neubaus wurden die Straßenzüge, die den Krieg überdauert hatten abgebrochen. In seinen letzten Lebensjahren dokumentierte der Berliner Maler Otto Nagel in einer Pastell-Serie den Abschied vom Fischerkietz, nachdem er 1955 vergeblich aufgerufen hatte, den Fischerkietz vor „abermaliger Zerstörung zu behüten und zu schützen“.
Zwischen 1969 und 1973 wurde südlich der Verkehrsachse, die nun Alt-Kölln durchschnitt, das Hochhaus-Wohnviertel Fischerinsel mit einem Gebäudekomplex für Dienstleistungsgeschäfte, Kaufhalle und der Mehrzweckgaststätte Ahornblatt errichtet.

#### Seit 1990
Der Abriss des Ahornblatts im Jahr 2000 zugunsten der Errichtung einer Gebäudezeile in konventioneller Bauweise, der Fischerinsel Passage, war äußerst umstritten, da mit ihr ein herausragendes Beispiel moderner DDR-Architektur verschwand. Die Neubebauung interpretiert den historischen Stadtgrundriss entsprechend dem Planwerk Innenstadt, hält jedoch keine frühere Bauflucht ein.
Das Planwerk Innenstadt sieht auch eine Bebauung zwischen der ehemaligen Fischerstraße und der ehemaligen Roßstraße, heute Fischerinsel, vor. Die Wohnungsbaugesellschaft Berlin-Mitte (WBM) plant dort ein „nur“ noch achtgeschossiges Wohnhaus, nachdem Hochhauspläne auf heftigen Widerstand gestoßen und abgelehnt worden waren.
Als Vorbereitung fanden 2015/2016 im Auftrag des Berliner Denkmalschutzamtes umfangreiche archäologische Grabungen statt. Gefunden wurden gut erhaltene längere Feldstein-Mauern und eine aus dem 14. Jahrhundert stammende Latrine.

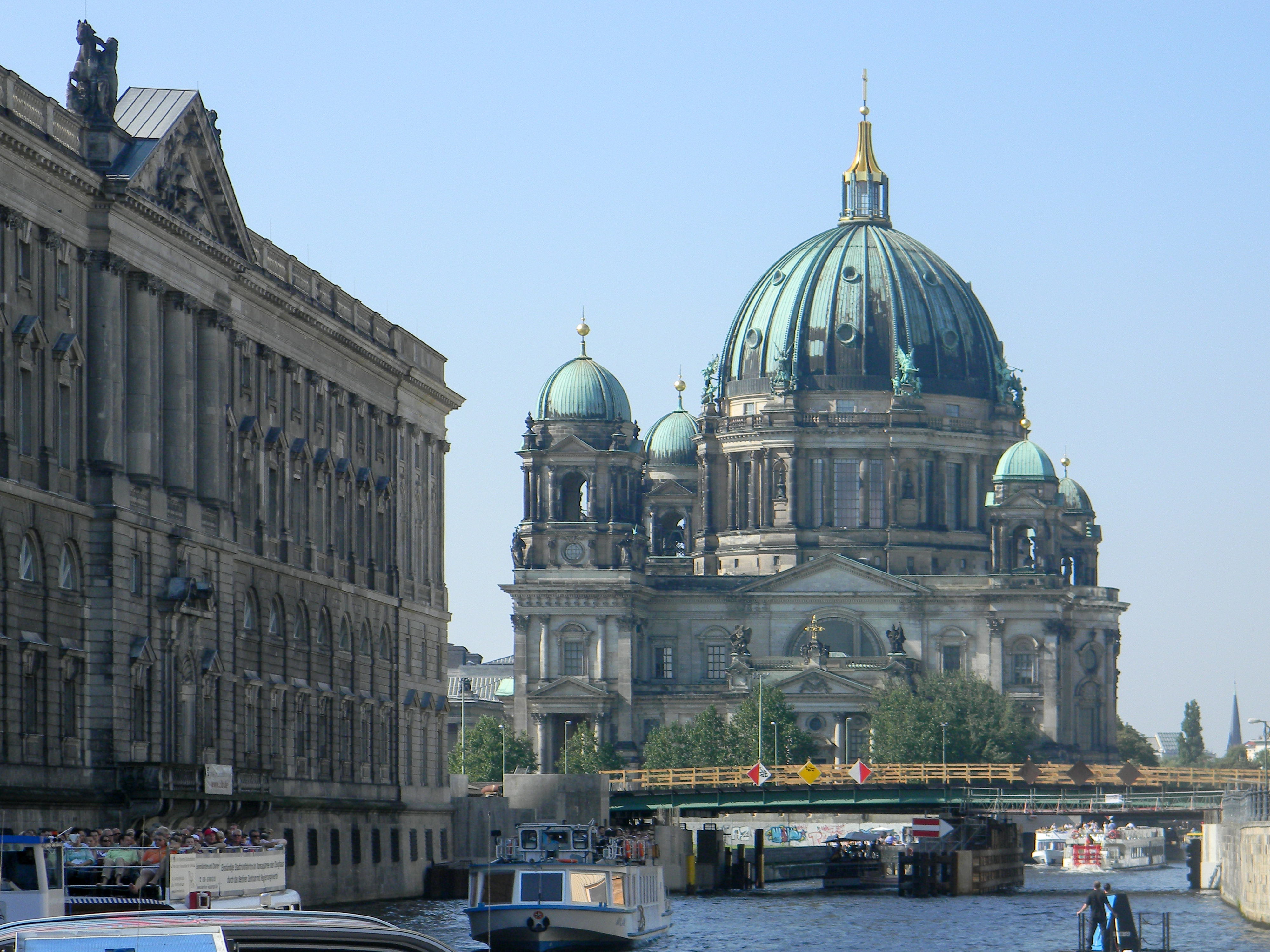
Berliner Dom von der Spree aus gesehen, links der Neue Marstall
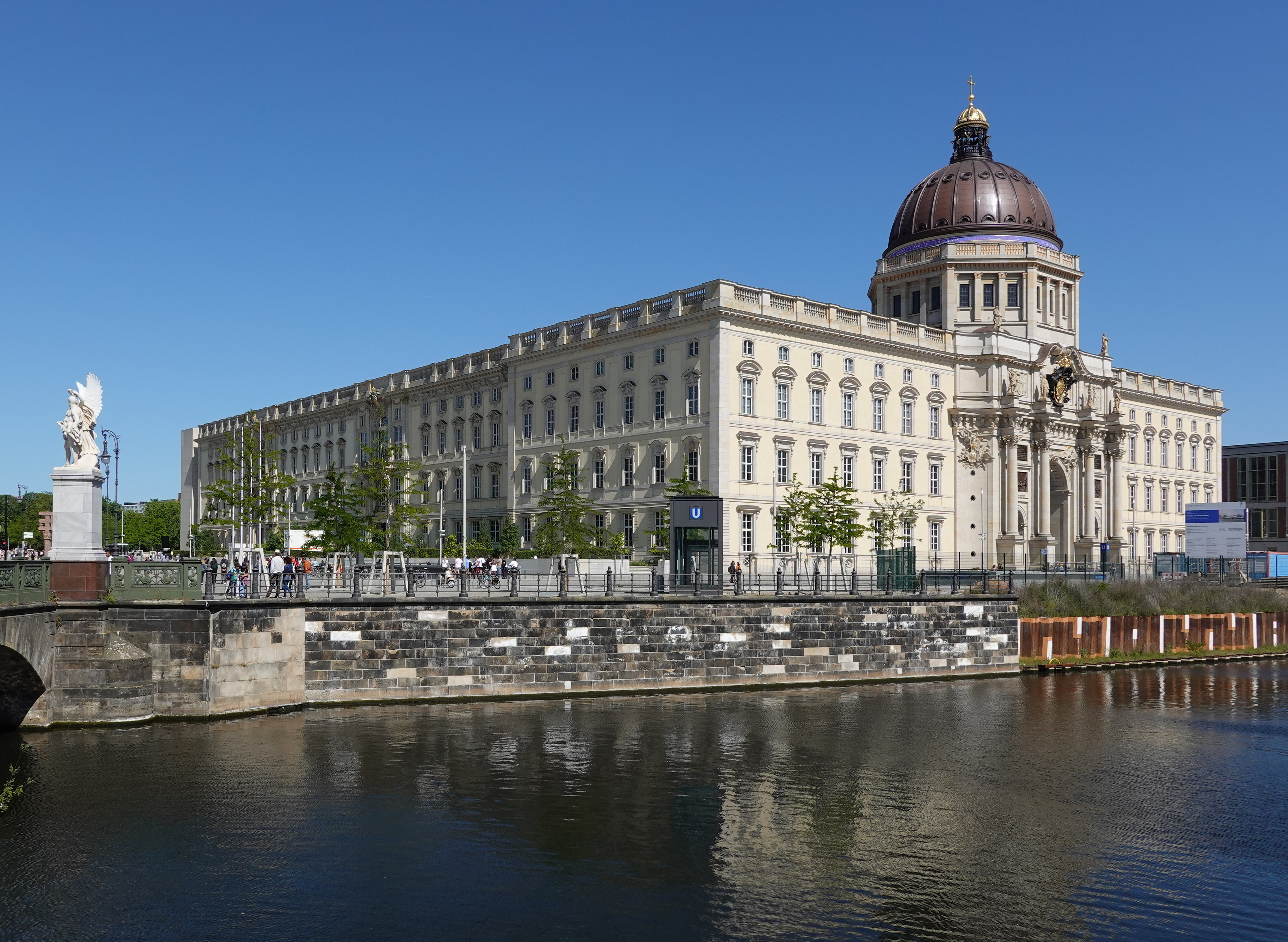
Berliner Schloss
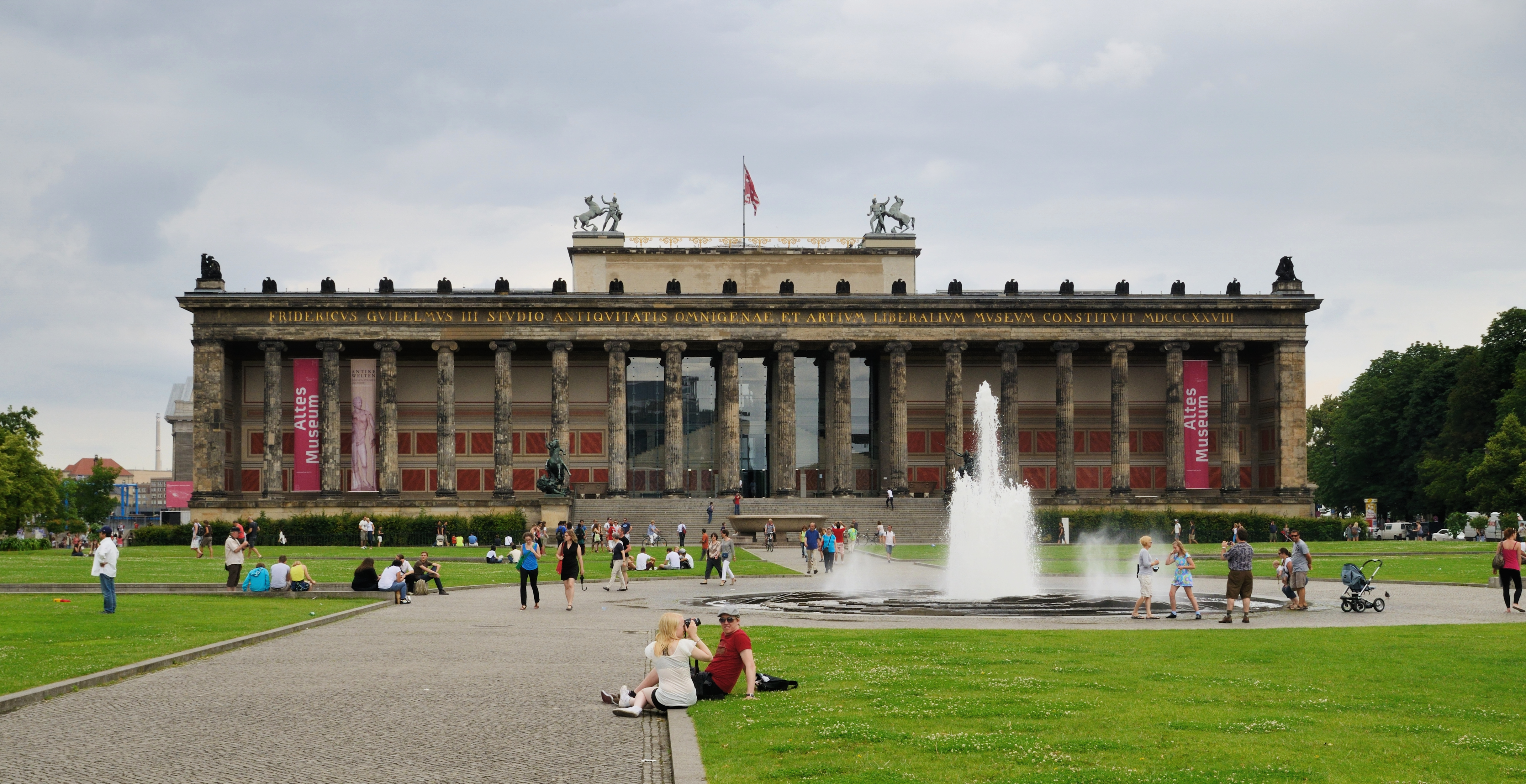
Altes Museum von Karl Friedrich Schinkel mit Lustgarten
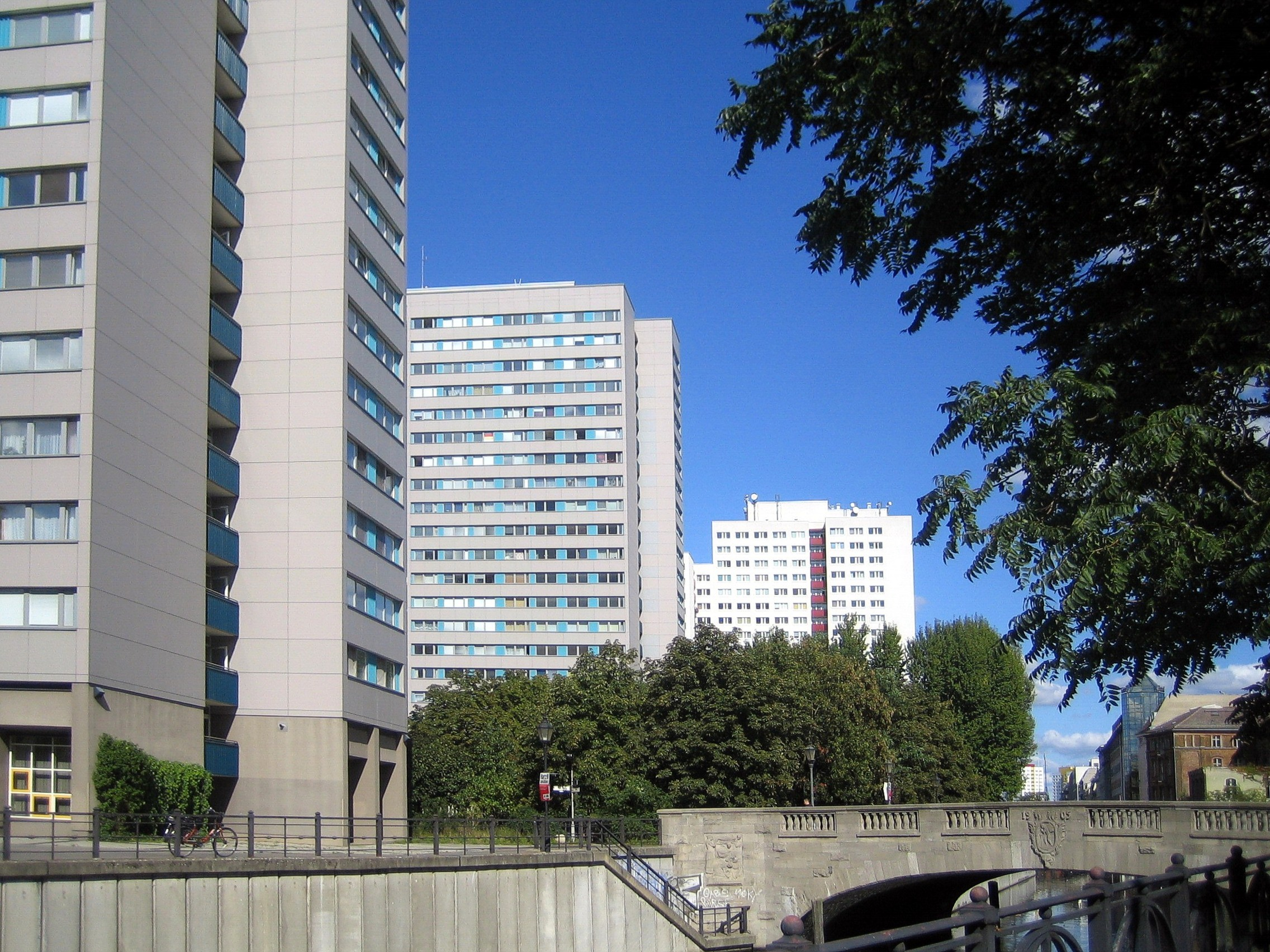
Das Wohngebiet Fischerinsel mit Hochhäusern in Plattenbauweise

## Bevölkerungsentwicklung
Im Mittelalter hatte Kölln rund 1.400 Einwohner. Als Berliner Stadtteil umfasste Kölln die gesamte Spreeinsel und erreichte 1871 seine höchste Bevölkerungszahl mit 16.554 Einwohnern. 1910 betrug die Einwohnerzahl noch 6.895.

## Kultur

### Museen
Die Museumsinsel gehört zum historischen Stadtteil Alt-Kölln, ebenso das Humboldt Forum.

### Bibliotheken
Seit 1920 befindet sich die Berliner Stadtbibliothek, heute Teil der Stiftung Zentral- und Landesbibliothek Berlin, in der Breiten Straße 30–36. Sie ist überregionaler Kommunikations- und Bildungsort.

### Weitere kulturelle Einrichtungen
Das Kreativhaus, Fischerinsel 3, ist eine Kultur- und Begegnungsstätte mit sozialen und kulturellen Angeboten innerhalb der Kinder-, Jugend-, Erwachsenen- und Seniorenarbeit.

### Historische Bauten
Es gibt 28 Einzeldenkmale in Alt-Berlin und darüber hinaus noch Gartendenkmale, Bodendenkmale, Denkmalensembles und Gesamtanlagen.
Eine Übersicht über wichtige, nicht mehr vorhandene Bauwerke gibt es auf den Seiten zu den einzelnen Viertel von Alt-Kölln, dem Schloßviertel und Marktviertel.

## Bedeutende Persönlichkeiten
- Georg Gutke (1589–1634), Philosoph und Pädagoge
- Joachim Hübner (1565–1614), brandenburgisch-dänischer Geheimrat
- Johann von Brandenburg (1597–1627), brandenburgisch-kaiserlicher Obrist
- Esaias Krüger (1544–1609), lutherischer Theologe
- Albert Lortzing (1801–1851), Komponist, geboren in der Breiten Straße 12
- Ludwig Tieck (1773–1853), Schriftsteller, geboren in der Roßstraße 1